# Nicolas Sanson
Nicolas Sanson (Abbeville, 1600. december 20.  –  Párizs, 1667. július 17.) a 17. század ismert kartográfusa. Gyakran Sanson d'Abbeville néven hivatkoznak rá.

## Élete
Amines-ben a jezsuitáknál kezdte tanulmányait. A 18 éves korában, 1627-ben  les Postes de France címmel megjelent térképével kezdődött munkássága. Ezzel hívta fel magára Richelieu bíboros figyelmét, aki megbízta, hogy XIII. Lajost, majd XIV. Lajost geográfiára oktassa. XIII. Lajos államtitkári pozícióval jutalmazta. Közreműködött az 1632-ben  Melchior Tavernier atlasz, ezt követően több Pierre Mariette által szerkesztett topográfiai kiadvány készítésében. Egyik gyermeke, William (meghalt 1703-ban) követte őt a pályán, mint királyi geográfus tevékenykedett.

## Fontosabb munkái
- Galileæ antiquae descriptio geographica (1627)
- les Postes de France (1632) , chez Melchior Tavernier
- Graeciæ antiquæ descriptio (1636)
- L'Empire romain (1637)